# Mistrovství Evropy v plaveckých sportech 2014
Mistrovství Evropy v plaveckých sportech za rok 2014 proběhlo v Berlíně, Německo ve dnech 13. až 24. srpna 2014.
Soutěže
- Plavání
- Plavání na otevřené vodě
- Skoky do vody
- Umělecké plavání